# Cortinarius bulbosus
Cortinarius bulbosus är en svampart som beskrevs av Gray 1821. Cortinarius bulbosus ingår i släktet Cortinarius och familjen spindlingar.  Arten är reproducerande i Sverige. Inga underarter finns listade i Catalogue of Life.